# Persone di nome Giorgio/Nobili
| Questa pagina contiene informazioni ricavate automaticamente dalle voci biografiche con l'ausilio del template Bio e di un bot. L'aggiornamento è periodico e automatico e ricostruisce completamente la pagina. Se manca una persona in questa lista, sei pregato di non aggiungerla, ma accertati piuttosto che la sua voce biografica contenga il template Bio e che i dati anagrafici siano correttamente compilati. Se il template Bio manca, inseriscilo tu stesso o, in alternativa, metti l'avviso {{tmp\|Bio}} che ne segnala la mancanza. Se i dati riportati sono sbagliati, correggi direttamente la voce biografica; le modifiche saranno visibili in questa lista entro pochi giorni. Per chiarimenti vedi il progetto biografie. La lista contiene solo le 54 persone che sono citate nell'enciclopedia e per le quali è stato implementato correttamente il template Bio. Pagina aggiornata al 8 giu 2024. |

Questa è una lista di persone presenti nell'enciclopedia che hanno il prenome Giorgio e sono nobili.

## A(1)
- Giorgio III di Anhalt-Dessau, nobile tedesco (Dessau, n. 1507 - Dessau, † 1553)

## C(3)
- Carlo II Ottone del Palatinato-Zweibrücken-Birkenfeld, nobile tedesco (Birkenfeld, n. 1625 - Birkenfeld, † 1671)
- Giorgio Carlo Calvi di Bergolo, nobile e generale italiano (Atene, n. 1887 - Roma, † 1977)
- Giorgio Clerici, III marchese di Cavenago, nobile e politico italiano (Milano, n. 1648 - Milano, † 1736)

## D(10)
- Giorgio III d'Assia-Itter, nobile (Darmstadt, n. 1632 - Hoflauterbach, † 1676)
- Giorgio III di Brieg, nobile polacco (Brzeg, n. 1611 - Brzeg, † 1664)
- Giorgio di Danimarca, nobile (Copenaghen, n. 1653 - Kensington Palace, † 1708)
- Giorgio Augusto di Erbach-Schönberg, nobile tedesco (Waldenburg, n. 1691 - König, † 1758)
- Giorgio I di Gran Bretagna, nobile (Hannover, n. 1660 - Osnabrück, † 1727)
- Giorgio, duca di Cambridge, nobile inglese (Hannover, n. 1819 - Piccadilly, † 1904)
- Giorgio di Nassau-Dillenburg, nobile tedesco (Dillenburg, n. 1562 - Dillenburg, † 1623)
- Giorgio Luigi di Nassau-Dillenburg, nobile tedesco (n. 1618 - † 1656)
- Giorgio Augusto di Nassau-Idstein, nobile tedesco (Idstein, n. 1665 - Biebrich, † 1721)
- Giorgio Federico di Nassau-Siegen, nobile e militare tedesco (Dillenburg, n. 1606 - Bergen op Zoom, † 1674)

## E(3)
- Giorgio III di Erbach-Breuberg, nobile tedesco (Erbach, n. 1548 - Erbach, † 1605)
- Giorgio IV di Erbach-Fürstenau, nobile tedesco (Hanau, n. 1646 - Tiel, † 1678)
- Giorgio Alberto I di Erbach-Schönberg, nobile tedesco (Erbach, n. 1597 - Erbach, † 1647)

## G(32)
- Giorgio Alberto di Brandeburgo-Kulmbach, nobile tedesco (Bayreuth, n. 1619 - Bayreuth, † 1666)
- Giorgio Alberto di Sassonia-Weissenfels-Barby, nobile (Dessau, n. 1695 - Barby, † 1739)
- Giorgio Alessandro di Meclemburgo, duca (Nizza, n. 1921 - Mirow, † 1996)
- Giorgio Alessandro di Meclemburgo-Strelitz, duca (Remplin, n. 1859 - San Pietroburgo, † 1909)
- Giorgio Federico II di Brandeburgo-Ansbach, nobile (Ansbach, n. 1678 - Schmidmühlen, † 1703)
- Giorgio Federico di Brandeburgo-Ansbach, nobile (Ansbach, n. 1539 - Ansbach, † 1603)
- Giorgio Giovanni I del Palatinato-Veldenz, nobile tedesco (Veldenz, n. 1543 - Lützelstein, † 1592)
- Giorgio Guglielmo del Palatinato-Zweibrücken-Birkenfeld, nobile tedesco (Ansbach, n. 1591 - Birkenfeld, † 1669)
- Giorgio Guglielmo di Brandeburgo-Bayreuth, nobile (Bayreuth, n. 1678 - Bayreuth, † 1726)
- Giorgio Guglielmo di Brunswick-Lüneburg, nobile tedesco (Wulften am Harz, n. 1624 - Wienhausen, † 1705)
- Giorgio Guglielmo di Legnica, duca (Oława, n. 1660 - Brzeg, † 1675)
- Giorgio Gustavo del Palatinato-Veldenz, nobile tedesco (n. 1564 - † 1634)
- Giorgio I di Pomerania, nobile tedesco (n. 1493 - Stettino, † 1531)
- Giorgio I di Sassonia-Meiningen, duca tedesco (Francoforte sul Meno, n. 1761 - Meiningen, † 1803)
- Giorgio II di Ceva, nobile e condottiero italiano
- Giorgio II di Pomerania, nobile tedesco (Barth, n. 1582 - Rügenwalde, † 1617)
- Giorgio II di Württemberg-Mömpelgard, duca tedesco (Mömpelgard, n. 1626 - Mömpelgard, † 1699)
- Giorgio Maurizio di Sassonia-Altenburg, nobile (Potsdam, n. 1900 - Rendsburg, † 1991)
- Giorgio Vittorio di Waldeck e Pyrmont, nobile tedesco (Arolsen, n. 1831 - Marienbad, † 1893)
- Giorgio d'Ungheria, nobile
- Giorgio di Brandeburgo-Ansbach, nobile (Ansbach, n. 1484 - Ansbach, † 1543)
- Giorgio di Brunswick-Lüneburg, duca (Celle, n. 1582 - Hildesheim, † 1641)
- Giorgio di Napoli, duca († 739)
- Giorgio di Sassonia, nobile tedesco (Meißen, n. 1471 - Dresda, † 1539)
- Giorgio di Sassonia-Altenburg, duca (Hildburghausen, n. 1796 - Hummelshain, † 1853)
- Giorgio di Sassonia-Meiningen, nobile (Kassel, n. 1892 - Čerepovec, † 1946)
- Giorgio, duca del Meclemburgo, nobile tedesco (Oranienbaum, n. 1899 - Sigmaringen, † 1963)
- Giorgio, duca di Kent, nobile inglese (Sandringham, n. 1902 - Morven, † 1942)
- Jurij I di Galizia, nobile ucraino (n. 1252 - † 1308)
- Giorgio I Ghisi, nobiluomo e politico italiano (Almiro, † 1311)
- Giorgio Giulini, nobile, storico e storiografo italiano (Milano, n. 1714 - Milano, † 1780)
- Giorgio Gonzaga, nobile italiano (n. 1410 - Novellara, † 1487)

## H(1)
- Giorgio Guglielmo di Brandeburgo, nobile (Berlino, n. 1595 - Königsberg, † 1640)

## P(1)
- Giorgio Paleologo Cantacuzeno, nobile bizantino

## T(1)
- Giorgio Teodoro Trivulzio, IV marchese di Sesto Ulteriano, nobile e politico italiano (Milano, n. 1728 - Milano, † 1802)

## W(2)
- Giorgio di Baviera, duca (Burghausen, n. 1455 - Ingolstadt, † 1503)
- Giorgio I di Württemberg-Mömpelgard, nobile tedesco (Bad Urach, n. 1498 - Kirkel, † 1558)